# 欧洲友好城市或姐妹城市列表
这是一个欧洲各国友好城市或姐妹城市的列表，列出欧洲国家与其他非歐洲国家之间互相签订有友好城市协定的城镇与城市，這部分会在引号内标明协定成立的日期。本列表是友好城市列表的一个子列表。
因为没有一个权威的列表作为基准，此列表很有可能经常變動；就连表上有名的城镇也可能会有些协定没有被列出。列表中任何一项友好城市协定应该会在列表上两个地方出现：参与该协定的城镇各一次。

## 直布罗陀
- 牙買加京斯敦
- 葡萄牙豐沙爾
- 英國英格蘭古爾
- 英國北愛爾蘭巴利米納

## 澤西
聖布雷拉德
- 法國格朗維爾

聖克萊門特
- 法國康卡勒

聖赫利爾
- 法國阿夫朗什
- 德國巴特武爾察赫
- 葡萄牙豐沙爾

聖救世主
- 法國維勒迪約萊波埃勒-魯菲尼